# Why You Wanna Trip on Me
Why You Wanna Trip on Me er en sang af den amerikanske popsanger Michael Jackson. Sangen ligger på hans album Dangerous fra 1991. Sangen har ingen tilhørende musikvideo.

## Handling
I Why You Wanna Trip on Me on me spørger Michael Jackson, om hvorfor folk vil fokusere på hans fejl og mangler, sandsynligvis med hentydning til hudfarven, da Michael Jackson havde fået vitiligo på det tidspunkt. Mange mennesker troede på det tidspunkt ikke på, at han havde vitiligo, og de mente, at han farvede sin hud lys. I sangen synger Michael Jackson om store samfundsproblemer, som stoffer, sygdomme, folk der ikke udfører deres job (We got school teachers who don't wanna teach synger han) samt analfabeter.
| Musik | Spire Denne musikartikel er en spire som bør udbygges. Du er velkommen til at hjælpe Wikipedia ved at udvide den. |